# Ida’an
L’ida’an est une langue austronésienne parlée en Malaisie, dans la péninsule de Dent, située sur la côte orientale l'État de Sabah. La langue appartient à la branche malayo-polynésienne des langues austronésiennes.

## Classification
L’ida’an est apparenté aux langues dusuniques. Celles-ci, avec les langues murut-tidong, paitaniques et bisaya sont souvent classées dans un sous-groupe des langues malayo-polynésiennes occidentales, le bornéo du nord-est.
Pour Blust, l'ida’an n'est pas une langue dusunique, mais un sous-groupe à part entière des langues sabahanes. Celles-ci sont un des membres du groupe des langues bornéo du Nord.

## Dialectes
L’ida’an possède trois dialectes différenciés, l’ida’an proprement dit, le begak, aussi appelé begahak, et le subpan.

## Phonologie
Les tableaux présentent la phonologie du dialecte begak, les voyelles et les consonnes.

### Voyelles
|         | Antérieure | Centrale | Postérieure |
| ------- | ---------- | -------- | ----------- |
| Fermée  | i [i]      |          | u [u]       |
| Moyenne | e [e]      | ə [ə]    | o [o]       |
| Ouverte |            | a [a]    |             |

Les voyelles [ə] et [e] se distinguent d'après leur place dans le mot. [e] se rencontre dans les syllabes pénultièmes. Ailleurs on trouve le schwa, [ə], sauf en syllabe finale.

### Consonnes
|              |              | Bilabiales | Alvéolaires | Dorsales | Dorsales | Glottales |
| ------------ | ------------ | ---------- | ----------- | -------- | -------- | --------- |
| Palatales    | Vélaires     | Bilabiales | Alvéolaires |          |          | Glottales |
| Occlusives   | Sourde       | p [p]      | t [t]       |          | k [k]    | ’ [ʔ]     |
| Occlusives   | Sonore       | b [b]      | d [d]       |          | g [g]    |           |
| Fricative    | Fricative    |            | s [s]       |          |          |           |
| Affriquée    | Sourde       |            |             | c [t͡ʃ]   |          |           |
| Affriquée    | Sonore       |            |             | j [d͡ʒ]   |          |           |
| Nasale       | Nasale       | m [m]      | n [n]       |          | ŋ [ŋ]    |           |
| roulée       | roulée       |            | r [r]       |          |          |           |
| liquide      | liquide      |            | l [l]       |          |          |           |
| Semi-voyelle | Semi-voyelle | w [w]      |             | y [j]    |          |           |

### Remarques sur les consonnes
Une séquence de deux voyelles permet l'insertion d'une semi-voyelle.
- pait, poisson, est [pajit]
- liun, femme, est [lijun]

La langue se caractérise par l'existence de groupes consonantiques rares dans les langues malayo-polynésiennes.
| consonnes | consonnes | exemples en ida'an | traduction               |
| bp        | bp        | babpa’ ləbput      | bouche boueux            |
| dt        | dt        | sidtom             | fourmi                   |
| gk        | gk        | səgkow igkang      | appeler champ de maïs    |
| kp        | kp        | pakpak lekpud      | tomber cassé (bâton, os) |
| gb        | gb        | sigbu təgbuk       | jaune tomber             |

## Sources
- (en) Adelaar, Alexander, The Austronesian Languages of Asia and Madagascar: A Historical Perspective, The Austronesian Languages of Asia and Madagascar, pp. 1-42, Routledge Language Family Series, Londres, Routledge, 2005  (ISBN 0-7007-1286-0)
- (en) Goudswaard, Nelleke Elisabeth, The Begak (Ida'an) Language of Sabah, Utrecht, LOT Publications, 2005  (ISBN 90-76864-73-X)
- (en) Kroeger, Paul, Kimaragang, The Austronesian Languages of Asia and Madagascar, pp. 397-428, Routledge Language Family Series, Londres, Routledge, 2005  (ISBN 0-7007-1286-0)